# Armenia (Sonsonate)
Armenia è un comune del dipartimento di Sonsonate, in El Salvador.

## Storia
Attuale sindaco del comune è Carlos Rivera Molina (ARENA). Molina è stato eletto una prima volta nel 2002, prendendo il posto di Moises Alvarado, del FMLN, ed è stato rieletto per un secondo mandato nel marzo del 2006.